# Campionato sudamericano maschile under 21 di pallavolo 1976
Il campionato sudamericano maschile under 21 di pallavolo 1976 si è svolto dal 13 al 21 settembre 1976 a La Paz, in Bolivia: al torneo hanno partecipato otto squadre nazionali under 21 sudamericane e la vittoria finale è andata per la terza volta al Brasile.

## Regolamento

### Formula
Le squadre hanno disputato un'unica fase con formula del girone all'italiana.

### Criteri di classifica
Sono stati assegnati 2 punti alla squadra vincente e 1 a quella sconfitta.
L'ordine del posizionamento in classifica è stato definito in base a:
- Punti;
- Ratio dei set vinti/persi;
- Ratio dei punti realizzati/subiti.

## Squadre partecipanti
| Squadra   | Qualificazione | Ultima partecipazione |
| --------- | -------------- | --------------------- |
| Argentina | -              | Argentina 1974        |
| Brasile   | -              | Argentina 1974        |
| Bolivia   | -              | Argentina 1974        |
| Cile      | -              | Argentina 1974        |
| Colombia  | -              | Brasile 1972          |
| Perù      | -              | Brasile 1972          |
| Uruguay   | -              | Brasile 1972          |
| Venezuela | -              | Debutto               |

## Torneo

### Risultati
| 13 settembre 1976 ?, La Paz Durata: ? - Spettatori: ? | Venezuela | 3 - 1 | Uruguay   | 13-15, 15-9, 15-?, 15-11        |
| 13 settembre 1976 ?, La Paz Durata: ? - Spettatori: ? | Brasile   | 3 - 0 | Cile      | 15-4, 15-2, 15-1                |
| 14 settembre 1976 ?, La Paz Durata: ? - Spettatori: ? | Argentina | 3 - 0 | Perù      | 15-8, 15-5, 15-4                |
| 14 settembre 1976 ?, La Paz Durata: ? - Spettatori: ? | Bolivia   | 3 - 2 | Colombia  | 15-5, 13-15, 10-15, 15-7, 15-13 |
| 15 settembre 1976 ?, La Paz Durata: ? - Spettatori: ? | Brasile   | 3 - 1 | Uruguay   | 15-6, 11-15, 15-9, 15-4         |
| 15 settembre 1976 ?, La Paz Durata: ? - Spettatori: ? | Cile      | 3 - 1 | Bolivia   | 15-11, 10-15, 15-11, 15-13      |
| 15 settembre 1976 ?, La Paz Durata: ? - Spettatori: ? | Venezuela | 3 - 1 | Perù      | 15-4, 13-15, 15-8, 15-3         |
| 15 settembre 1976 ?, La Paz Durata: ? - Spettatori: ? | Argentina | 3 - 0 | Colombia  | 15-6, 15-12, 15-2               |
| 16 settembre 1976 ?, La Paz Durata: ? - Spettatori: ? | Colombia  | 3 - 0 | Cile      | 15-5, 15-8, 15-3                |
| 16 settembre 1976 ?, La Paz Durata: ? - Spettatori: ? | Argentina | 3 - 0 | Venezuela | ?                               |
| 16 settembre 1976 ?, La Paz Durata: ? - Spettatori: ? | Brasile   | 3 - 0 | Perù      | ?                               |
| 17 settembre 1976 ?, La Paz Durata: ? - Spettatori: ? | Venezuela | 3 - 0 | Colombia  | 17-15, 15-13, 15-9              |
| 17 settembre 1976 ?, La Paz Durata: ? - Spettatori: ? | Bolivia   | 3 - 1 | Perù      | ?                               |
| 17 settembre 1976 ?, La Paz Durata: ? - Spettatori: ? | Uruguay   | 3 - 2 | Cile      | ?                               |
| 17 settembre 1976 ?, La Paz Durata: ? - Spettatori: ? | Brasile   | 3 - 0 | Argentina | 15-7, 15-4, 15-1                |
| 18 settembre 1976 ?, La Paz Durata: ? - Spettatori: ? | Colombia  | 3 - 2 | Perù      | 15-9, 14-16, 15-12, 13-15, 15-6 |
| 18 settembre 1976 ?, La Paz Durata: ? - Spettatori: ? | Brasile   | 3 - 0 | Bolivia   | 15-3, 15-7, 15-5                |
| 18 settembre 1976 ?, La Paz Durata: ? - Spettatori: ? | Argentina | 3 - 0 | Uruguay   | 15-5, 15-8, 15-8                |
| 19 settembre 1976 ?, La Paz Durata: ? - Spettatori: ? | Perù      | 3 - 0 | Uruguay   | ?                               |
| 19 settembre 1976 ?, La Paz Durata: ? - Spettatori: ? | Venezuela | 3 - 0 | Bolivia   | ?                               |
| 19 settembre 1976 ?, La Paz Durata: ? - Spettatori: ? | Argentina | 3 - 0 | Cile      | ?                               |
| 20 settembre 1976 ?, La Paz Durata: ? - Spettatori: ? | Argentina | 3 - 1 | Bolivia   | 15-1, 11-15, 15-11, 15-3        |
| 20 settembre 1976 ?, La Paz Durata: ? - Spettatori: ? | Brasile   | 3 - 0 | Venezuela | ?                               |
| 20 settembre 1976 ?, La Paz Durata: ? - Spettatori: ? | Colombia  | 3 - 0 | Uruguay   | 17-15, 15-13, 15-13             |
| 20 settembre 1976 ?, La Paz Durata: ? - Spettatori: ? | Perù      | 3 - 0 | Cile      | ?                               |
| 21 settembre 1976 ?, La Paz Durata: ? - Spettatori: ? | Venezuela | 3 - 0 | Cile      | 15-6, 15-5, 17-15               |
| 21 settembre 1976 ?, La Paz Durata: ? - Spettatori: ? | Brasile   | 3 - 0 | Colombia  | 15-12, 15-6, 15-3               |
| ? settembre 1976 ?, La Paz Durata: ? - Spettatori: ?  | Bolivia   | ? - ? | Uruguay   | ?                               |

### Classifica
| Pos | Squadra   | Pt | G | V | P | SV | SP | Ratio  | PF | PS | Ratio |
| --- | --------- | -- | - | - | - | -- | -- | ------ | -- | -- | ----- |
| 1   | Brasile   | 14 | 7 | 7 | 0 | 21 | 1  | 21.000 | ?  | ?  | ?     |
| 2   | Argentina | 13 | 7 | 6 | 1 | 18 | 4  | 4.500  | ?  | ?  | ?     |
| 3   | Venezuela | 12 | 7 | 5 | 2 | 15 | 8  | 1.875  | ?  | ?  | ?     |
| 4   | Colombia  | 10 | 7 | 3 | 4 | 11 | 14 | 0.786  | ?  | ?  | ?     |
| 5   | Perù      | 9  | 7 | 2 | 5 | 10 | 15 | 0.667  | ?  | ?  | ?     |
| 6   | Bolivia   | 9  | 7 | 2 | 5 | ?  | ?  | ?      | ?  | ?  | ?     |
| 7   | Uruguay   | 8  | 7 | 1 | 6 | ?  | ?  | ?      | ?  | ?  | ?     |
| 8   | Cile      | 8  | 7 | 1 | 6 | 9  | 15 | 0.600  | ?  | ?  | ?     |

## Classifica finale
| Pos | Squadre   | Qualificazione                    |
| --- | --------- | --------------------------------- |
|     | Brasile   | Campionato mondiale Under-21 1977 |
|     | Argentina | Campionato mondiale Under-21 1977 |
|     | Venezuela | Campionato mondiale Under-21 1977 |
| 4   | Colombia  | Campionato mondiale Under-21 1977 |
| 5   | Perù      |                                   |
| 6   | Bolivia   |                                   |
| 7   | Uruguay   |                                   |
| 8   | Cile      |                                   |